# Земля молчания и тьмы
«Земля молчания и тьмы» (нем. Land des Schweigens und der Dunkelheit) — документальный фильм режиссёра Вернера Херцога, снятый в 1971 году. Лента получила премию «Интерфильм» на кинофестивале в Мангейме.

## Сюжет
Фини Штраубингер — немецкая женщина, которая в результате полученной в детстве травмы потеряла зрение и слух. Она может говорить, но единственный для неё способ получения информации извне — это тактильный алфавит. После многих лет борьбы с одиночеством она нашла своё призвание — помогать таким же, как она, людям, живущим в стране молчания и тьмы. Съёмочная группа следует за фрау Штраубингер, когда она встречается со своими слепо-глухими друзьями, посещает конгресс, посвящённый защите меньшинств, навещает в приютах людей, замкнутых в своём одиночестве, и слепо-глухих с рождения детей, делающих первые шаги к общению с миром.